# Palatinat (regió)
|  | Aquest article tracta sobre la regió del "Palatinat". Si cerqueu l'estat alemany, vegeu «Renània-Palatinat». |

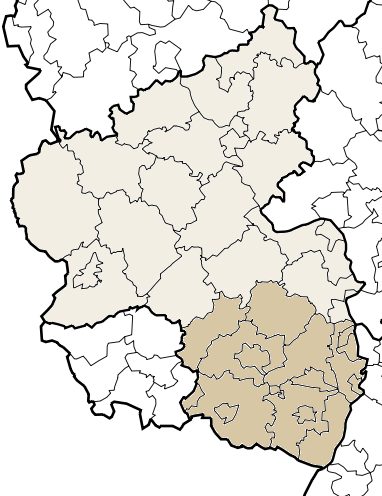
Localització del Palatinat a l'estat de Renània-Palatinat

El Palatinat (Pfalz en alemany, Palz en "pfälzisch"), històricament anomenat Palatinat Electoral (Kurpfalz) o Palatinat del Rin (Rheinpfalz), és una regió al sud-oest d'Alemanya. Ocupa més d'una quarta de l'estat federal (Bundesland) de Renània-Palatinat (Rheinland-Pfalz).

## Geografia

### Mapa físic

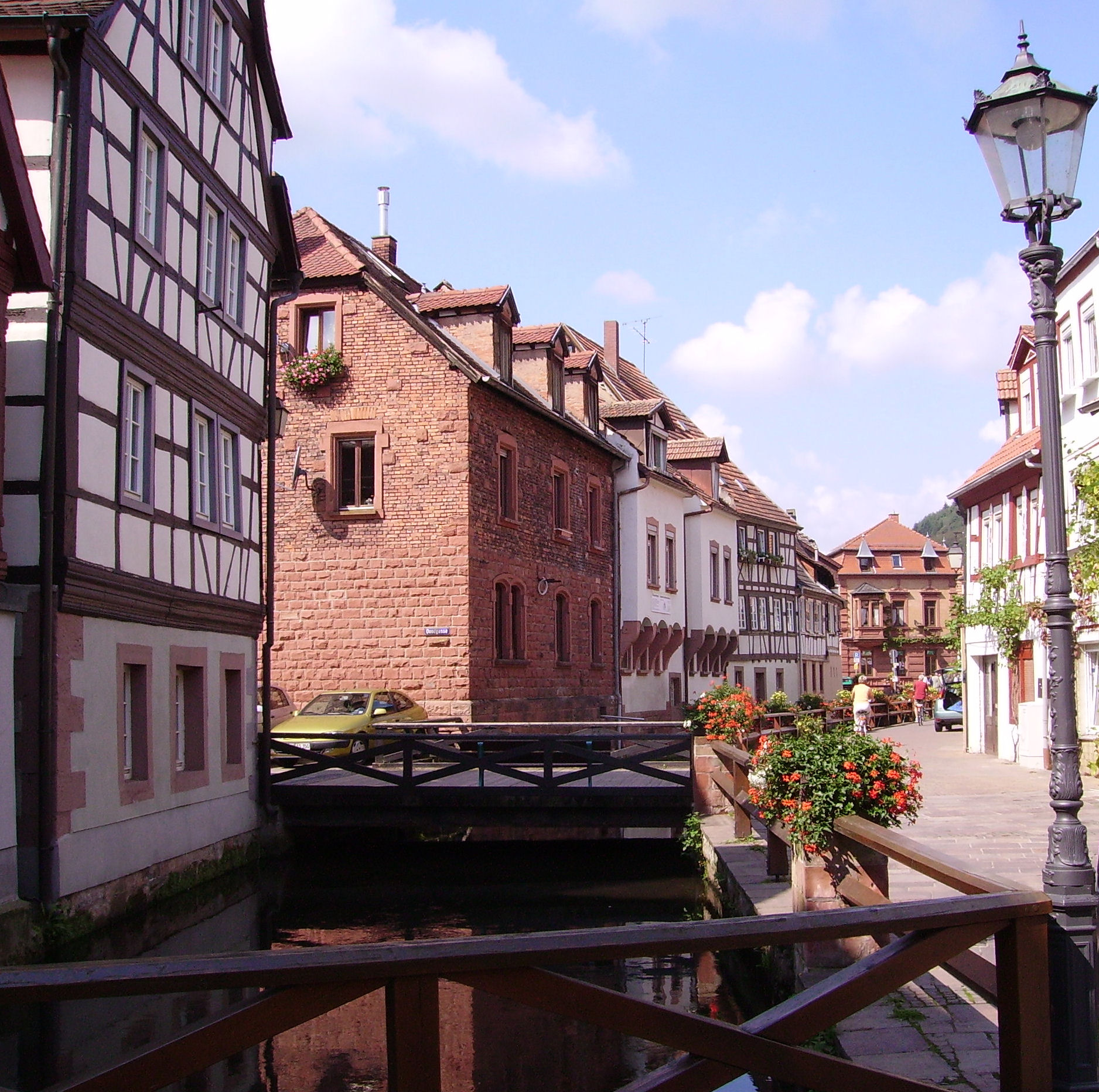
El Quiech en el seu pas per Annweiler

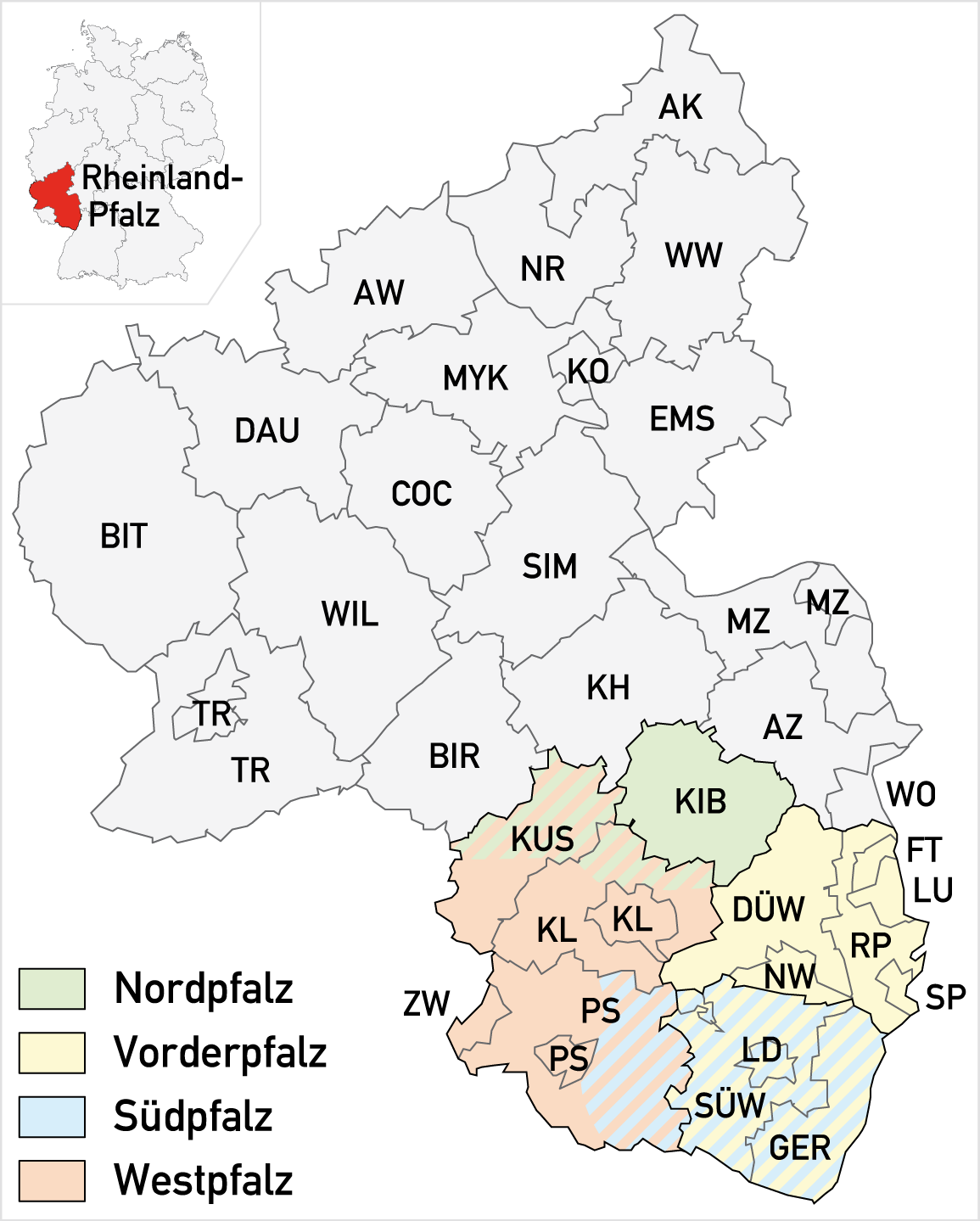
Divisió entre nord, sud, est i oest de l'àrea del Palatinat

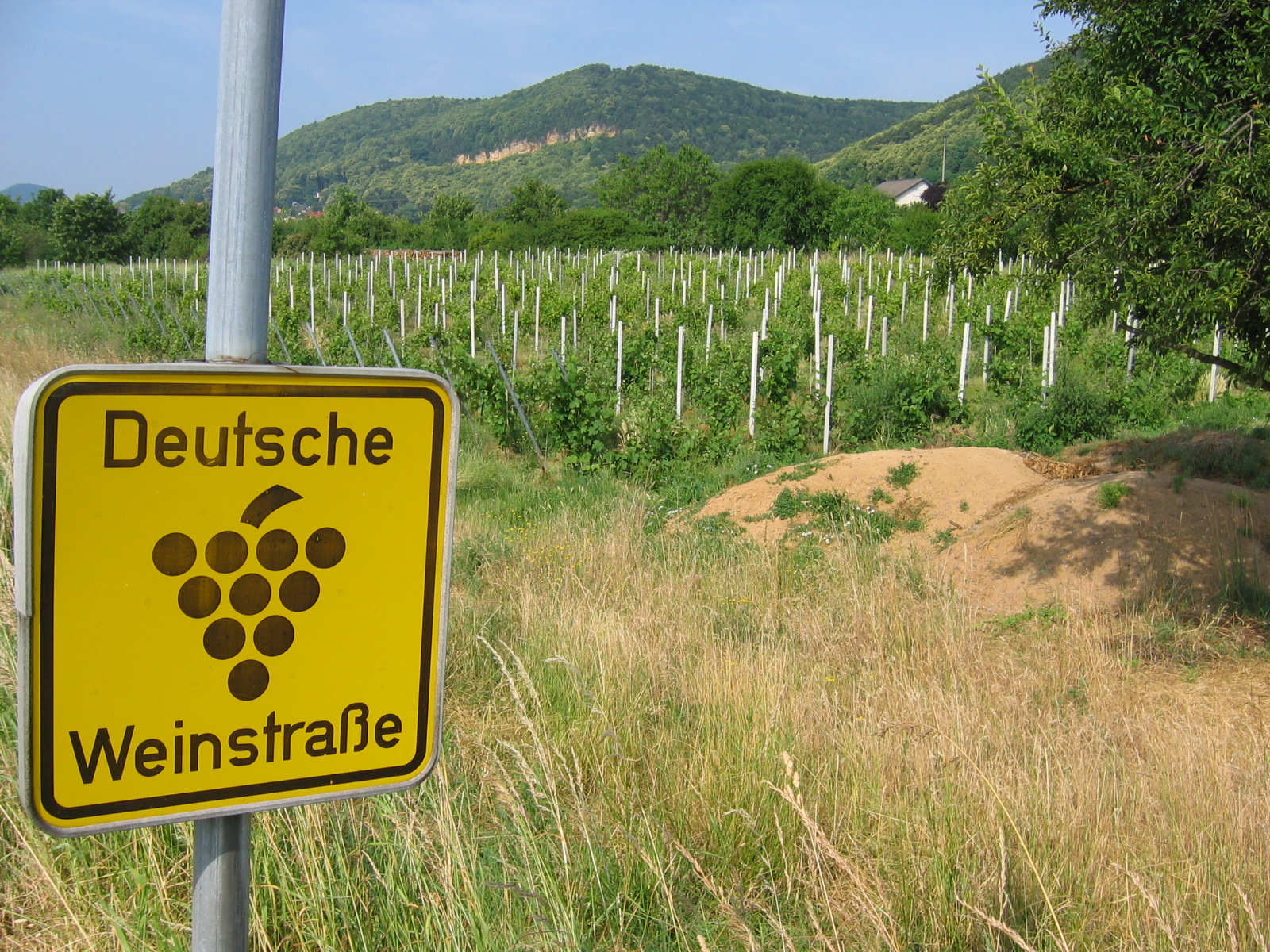
Ruta del Vi d'Alemanya (Deutsche Weinstraße

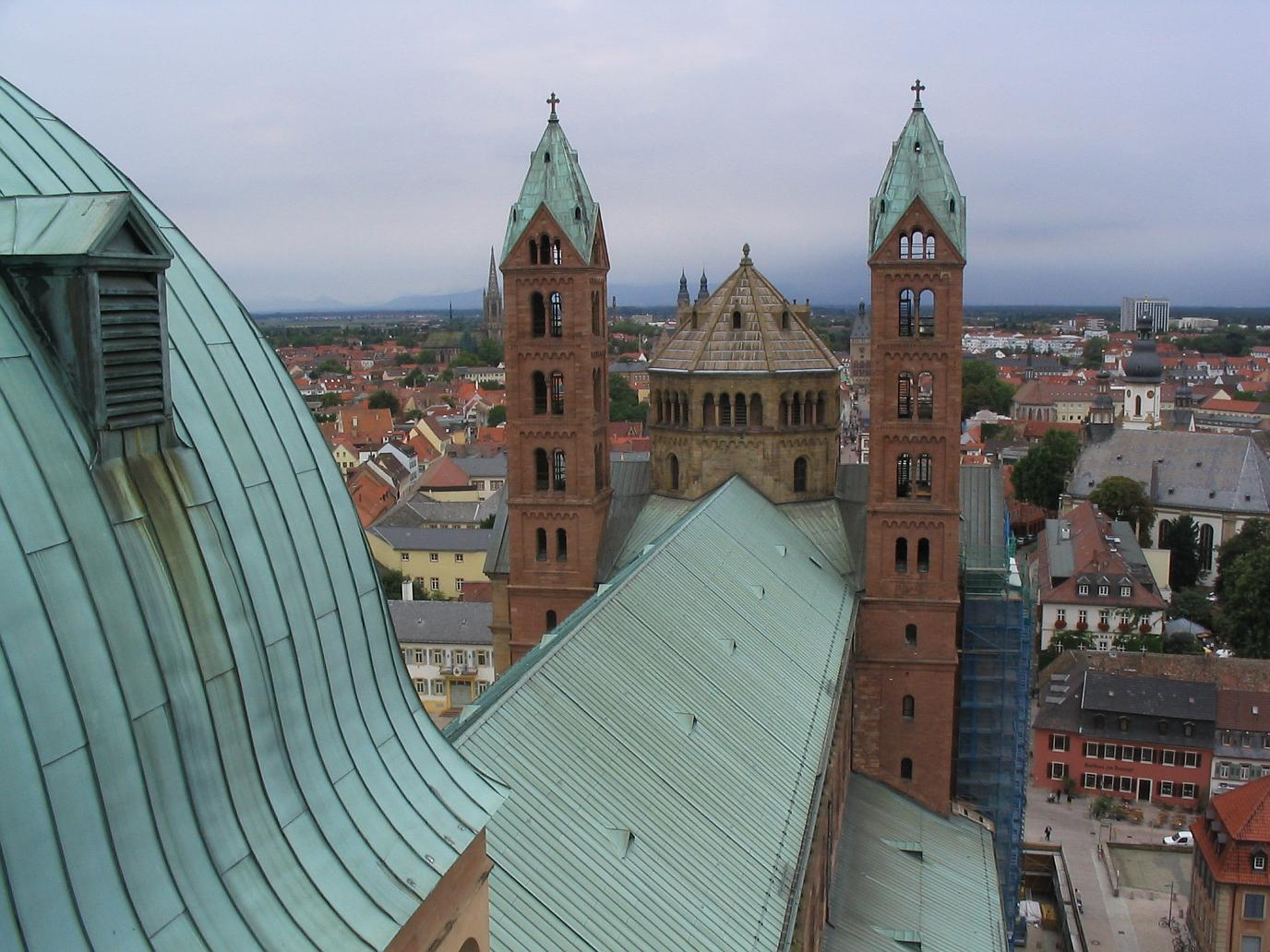
Vista de la ciutat i la catedral d'Espira des de la seva cúpula

La part oest i la nord del Palatinat són densament boscoses i muntanyoses. El punt més alt és el Donnersberg (687 metres) prop de Kirchheimbolanden i el més baix es troba a 87,3 metres a la ciutat de Frankenthal. El Bosc del Palatinat o (Pfälzerwald) cobreix més d'un terç de la regió i és el bosc continu més gran d'Alemanya amb 1771 kilòmetres quadrats d'àrea. La part est és més plana i és una coneguda regió vinícola, a través la qual passa la Ruta Alemanya del Vi (Deutsche Weinstraße). La majoria de ciutats del Palatinat (Ludwigshafen, Espira (Speyer), Landau, Frankenthal, Neustadt) són en aquesta plana a l'est de la regió, a prop del Rin, que és la frontera est del Palatinat.
L'aigua es limita a l'1,26% del territori de la Palatinat. El 61% està a les ciutats de la vora del Rin i a les zones de llacs i pantans. Les principals conques hidrogràfiques del Palatinat són al Bosc del Palatinat o Pfälzerwald al sud, est i nord. A l'est els rius de Lauter, Queich i Speyerbach aflueixen al Rin, mentre que l'aigua del Schwarzbach, a l'oest, arriba al Blies, al Mosel, al Saar i finalment també al Rin. El Glan neix a l'oest del palatinat i transcorre en direcció nord-est per les muntanyes del nord del Palatinat. A Meisenheim abandona el Palatinat de nou i, finalment, desemboca al Nahe. El corrent més llarg d'aigua al Palatinat és el del Glan, de 68 kilòmetres, sense contar els més de 80 que fa el Rin al llarg de la frontera est de la regió.

### Mapa polític

#### Divisió administrativa
Tradicionalment el Palatinat havia estat dividit en les regions de Vorderpfalz, Westpfalz, Nordpfalz i el Südpfalz.
Al Westpfalz el clima és més dur que al Vorderpfalz. El Westpfalz inclou les zones de Südwestpfälzische Hochfläche, Westpfälzische Moorniederung y la part oest de Nordpfälzer Bergland. Els seus districtes són els següents:
Districtes:
- Kaiserslautern (districte) (KL)
- Kusel (KUS)
- Südwestpfalz (PS)

Ciutats independents:
- Kaiserslautern (KL)
- Pirmasens (PS)
- Zweibrücken (ZW)

El Nordpfalz és una àrea muntanyosa, amb el Donnersberg com a cim més alt. És escassament poblada, les poblacions més poblades són Eisenberg, Kirchheimbolanden i Rockenhausen que tenen 10.000 habitants. El Nordpfalz té un sol districte amb capital a Kirchheimbolanden:
Districtes:
- Donnersbergkreis (KIB)

El Vorderpfalz està entre la serra de Haardt (la frontera est del Bosc del Palatinat) i el Rin. La transició entre les planes i les muntanyes, i els petits turons a totes dues banda de la Deutsche Weinstraße o Ruta Alemanya del Vi, marca el paisatge de la regió vinícola del Vorderpfalz. Té la major densitat de població de tot el Palatinat perquè la majoria de ciutats importants es troben en aquesta part oriental de la regió. La ciutat més poblada del Vorderpfalz és Haßloch, amb més de 20.000 habitants.
Districtes:
- Bad Dürkheim (DÜW)
- Rhein-Pfalz-Kreis (RP)

Ciutats independents:
- Frankenthal (FT)
- Ludwigshafen (LU)
- Neustadt an der Weinstraße (NW)

- Espira (SP)

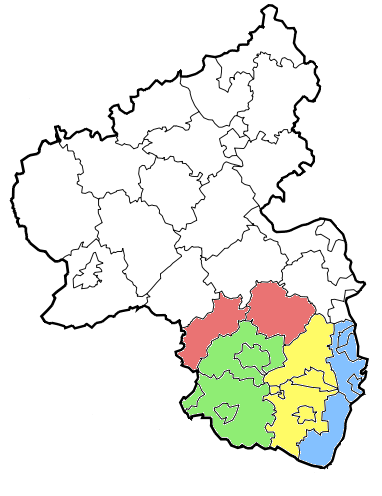
Distribució de les regions turístiques de Pfälzer Bergland (vermell), Naturpark Pfälzerwald (verd), Ferienregion Deutsche Weinstraße (groc) i Urlaubsregion Rheinebene (blau) del Palatinat

El Südpfalz no té una distinció geogràfica especial, sinó que està situat a la mateixa plana que el Vorderpfalz. La seva distribució administrativa és:
Districtes:
- Germersheim (GER)
- Südliche Weinstraße (SÜW)

Ciutats independents:
- Landau (LD)

#### Divisió turística
Tot i les divisions anteriors, la indústria del turisme té les seves pròpies divisions dins el Palatinat:
- Pfälzer Bergland: La regió muntanyosa del nord del Pfalz.
- Naturpark Pfälzerwald: S'estén a una part de l'àrea del Bosc del Palatinat, des del centre del Palatinat a l'est, fins a la part oest i sud-oest del Palatinat.
- Ferienregion Deutsche Weinstraße: Inclou el territori des de : des de la Deutsche Weinstraße fins al centre de la regió.
- Urlaubsregion Rheinebene: Va des de la Deutsche Weinstraße fins al Rin.

### Clima
El Palatinat es caracteritza per tindre un clima temperat amb estius calorosos i hiverns de freds a molt freds. La temperatura mitjana anual és de 10 °C. Degut al clima equilibrat del Palatinat, algunes plantes mediterrànies com ara pins, xiprers, palmeres i algunes varietats de bananers.

## Història

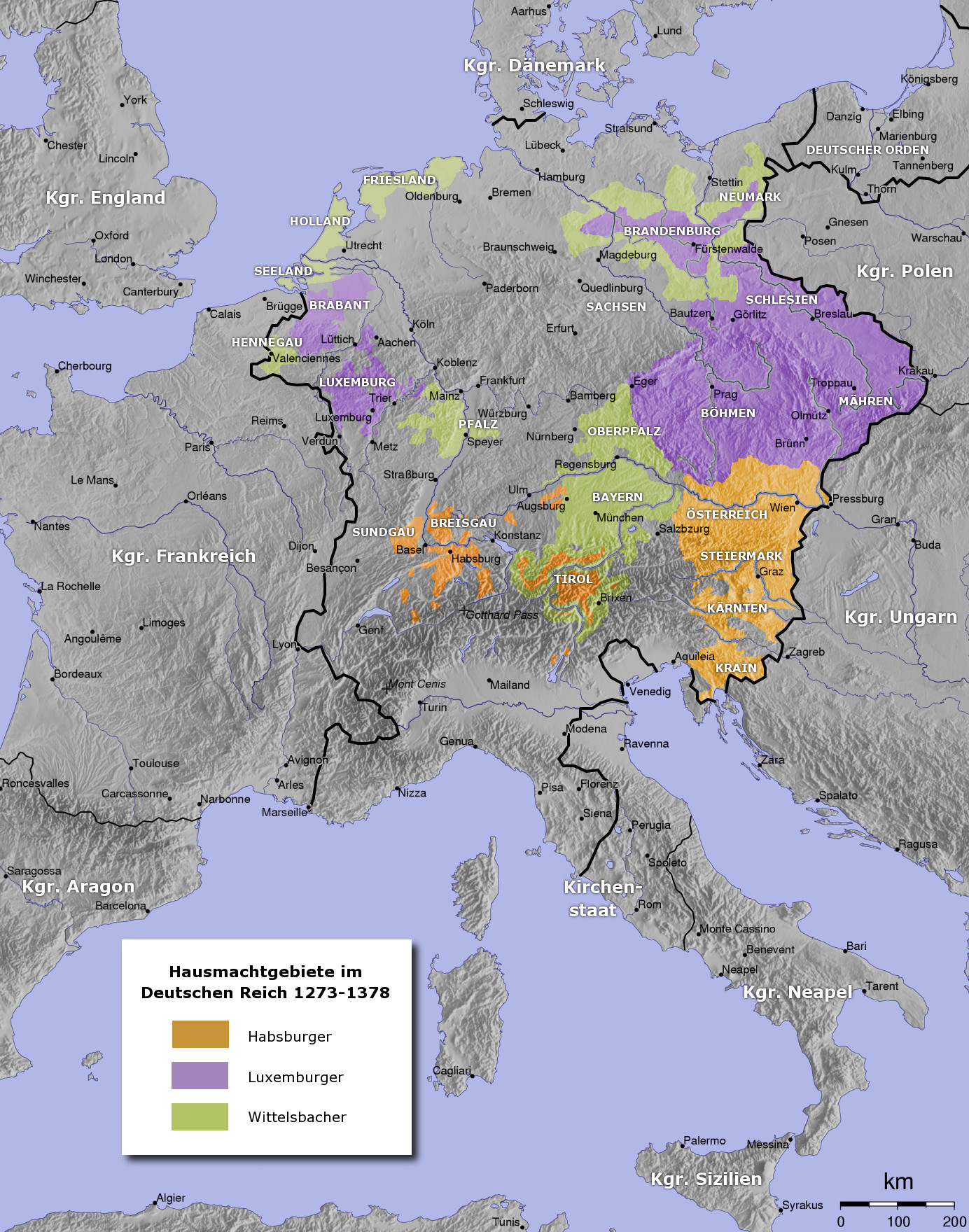
El Kurpfalz (indicat en verd com a Pfalz al mapa) l'any 1300 al Sacre Imperi Romanogermànic

Des de l'Edat Mitjana fins a finals del segle xviii, el Palatinat va estar dividit en molts estats. Els més importants van ser el Palatinat Electoral (Kurpfalz), el Ducat de Palatinat-Zweibrücken i el Bisbat d'Espira. El Príncep-Elector (Kurfürst) del Palatinat Electoral era un dels pocs nobles que tenia el privilegi d'escollir l'emperador del Sacre Imperi Romanogermànic.
Després del període de l'ocupació francesa, una part important de territori de la part esquerra del Rin, que incloïa parts significants de l'antic Palatinat Electoral va entrar a formar part del Regne de Baviera el 1816. Tot i que el territori estava geogràficament separat de Baviera, va ser governat juntament amb Baviera els següents 130 anys.
Després del 1808, a les regions administratives de Baviera se'ls hi va donar el nom dels seus rius. De tal manera, la regió després de l'annexió va ser oficialment anomenada "Rheinkreis". El 1835 Lluís I de Baviera va ordenar que les regions administratives s'anomenessin com els seus noms històrics. De manera que la regió va ser anomenada com a "Palatinat" (Pfalz). És important recordar que l'històric Palatinat Electoral (Kurpfalz) estava situat a la part dreta del Rin, juntament amb Heidelberg i Mannheim que eren les seves capitals, mentre que el nou "Palatinat," que es va establir el 1815/16 únicament a la part esquerra del Rin, incloïa territoris que mai havien format part de l'antic Palatinat (per exemple, l'antiga diòcesis d'Espira (Speyer) o Kirchheimbolanden, que havien format part del Ducat de Nassau. Amb la intenció de no confondre l'antic Palatinat amb el nou (i amb l'Alt Palatinat), es va començar a utilitzar de manera no-oficial el nom de Palatinat del Rin. El terme Baviera del Rin (Rheinbayern) també es pot trobar als mapes antics.

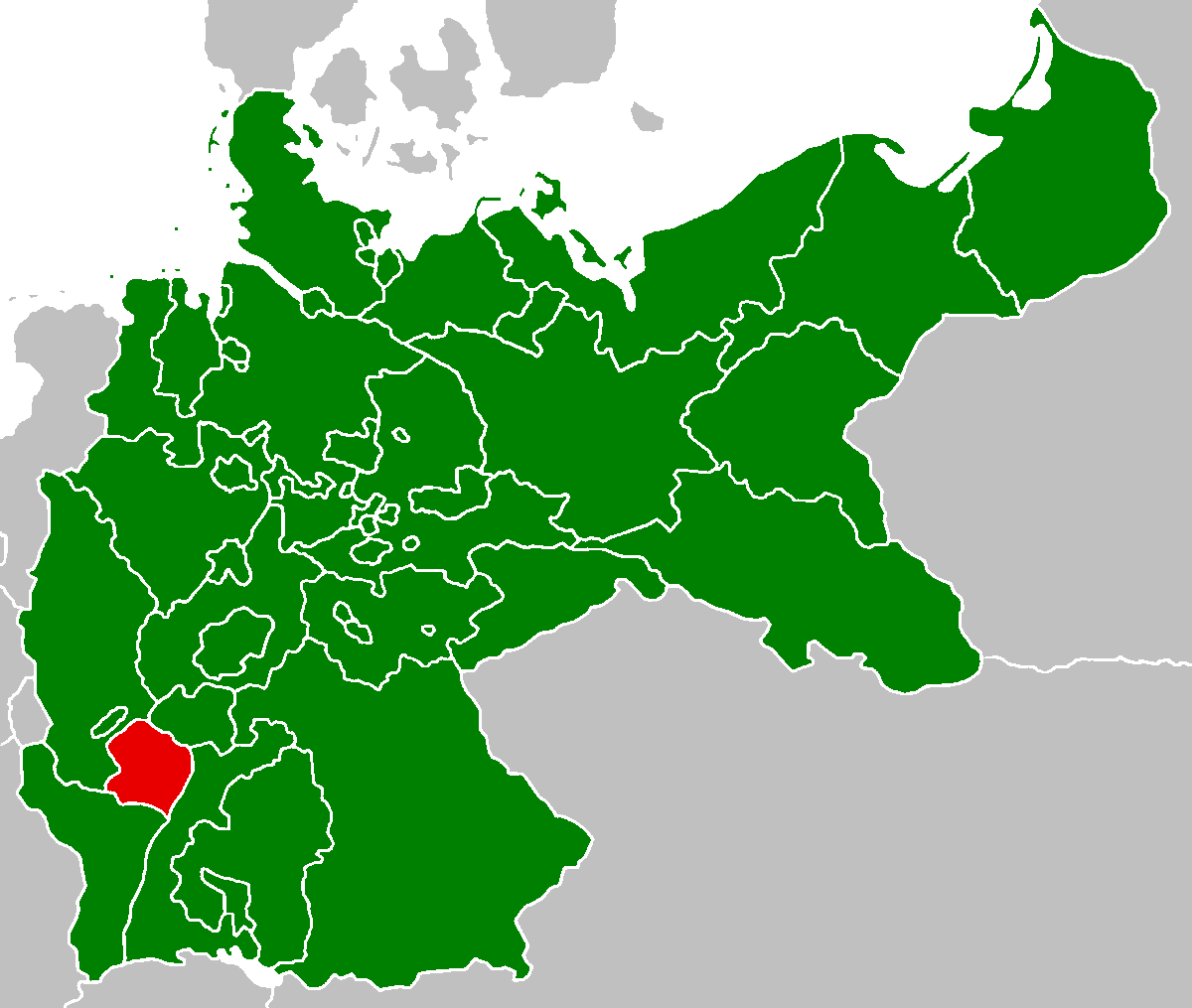
El Palatinat a l'Imperi Alemany

Els francesos van introduir el seu sistema d'administració i el Codi Civil Francès al Palatinat. El govern bavarès va preservar els dos models després del 1816, quan es va donar un estatus legal al Palatinat que el distingia del Regne de Baviera. La família reial va intentar simbolitzar la unitat de Baviera construït un palau reial a Edenkoben i restaurant la catedral d'Espira sota la supervisió directa del rei Lluís I. El poble de Ludwigshafen va ser anomenat com el rei. D'altra banda, els representants del Palatinat al Parlament Bavarès se sentien orgullosos de ser originaris d'una regió més progressista i van intentar expandir el liberalisme que el francesos van introduir al Palatinat. L'historiador alemany Heiner Haan va descriure l'estatus distingit del Palatinat amb Baviera com una relació de "Hauptstaat" (estat principal, ex. Bavaria) i "Nebenstaat" (estat del costat, ex. el Palatinat).
Durant la revolució del 1848 un moviment separatista va intentar establir una República Palatina, cosa que va acabar en una sanguinària intervenció militar de Prússia.
La unió va persistir fins després que Baviera entrés a formar part de l'imperi Alemany el 1871, i després que els Wittelsbach siguessin expulsats i Baviera fos un estat lliure el 1918.

Estat de Renània-Palatinat al mapa Alemany

Després la Primera Guerra Mundial les tropes franceses van ocupar el Palatinat sota les clàusules del Tractat de Versalles. Els districtes de l'oest de St. Ingbert i Homburg van ser separats del Palatinat i van formar part del recent establit Saarland, que acordant el tractat de pau, era governat per la Lliga de Nacions. En una clara infracció del tractat, els francesos el 1923 van encoratjar el moviment separatista per a crear una República del Rin en els territoris restants del Palatinat del Rin i la Renània de Prússia. El govern de Baviera va reaccionar amb contundència i va acabar assassinant el líder separatista Franz Josef Heinz a Wittelsbacher Hof a Espira el gener del 1924. El febrer del 1924, membres del moviment separatista van ser morts en un tiroteig a Pirmasens. També el febrer un tractat entre Baviera i la comissió aliada de Renània (el consell suprem de les fores d'ocupació Aliades) van reconèixer el Palatinat com a part de Baviera.
La unió amb Baviera va ser finalment dissolta després de la reorganització dels estats alemanys després la Segona Guerra Mundial durant l'ocupació d'Alemanya. Ja que Baviera era part ocupada dels EUA, el Palatinat va ser ocupat per les forces franceses. Els francesos van reorganitzar les seves zones d'ocupació i van fundar nous estats el 1947, el Palatinate va ser ajuntat amb Rheinhessen (una part de Hessen), una part de la província de Nassau de Prússia, i a la part sud de la província del Rin per formar l'estat federal d'Alemanya de Renània-Palatinat.

## Economia

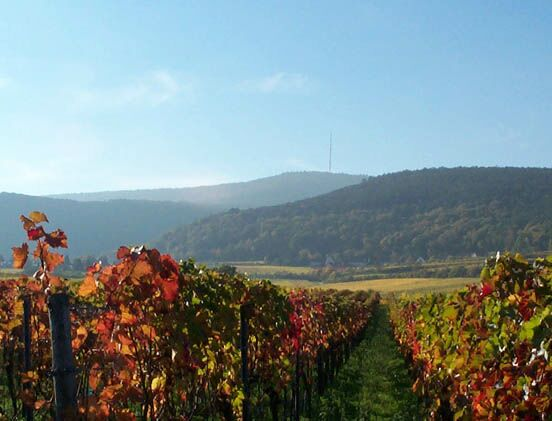
Els camps de vinya a Neustadt

El Palatinat és la segona àrea productora de vi d'Alemanya i té moltes explotacions tradicionalment familiars. Degut al clima suau i al paisatge de la regió, el Palatinat es promociona turísticament com la Toscana alemanya. El 2006, d'acord amb el departament de turisme del Palatinat, que té la seu a Neustadt an der Weinstraße, la indústria del turisme, mou a la regió uns 283 milions d'euros. Tot i això, la ciutat de Bad Dürkheim i el seu districte obtenen uns 100 milions d'euros, principalment per la Dürkheimer Wurstmarkt, la fira més important de vi del món, que rep 600.000 visitants i porta celebrant-se des del 1417. El Palatinat va informar el 2006 d'1,5 milions de visites, i una mitjana de 77,86 euros gastats per dia i persona.

A Ludwigshafen, BASF és l'empresa que té ocupada a més part de la població. A Wörth am Rhein, en una estreta col·laboració amb Karlsruhe i Baden-Württemberg van construir una planta de camions Daimler per a l'exportació.

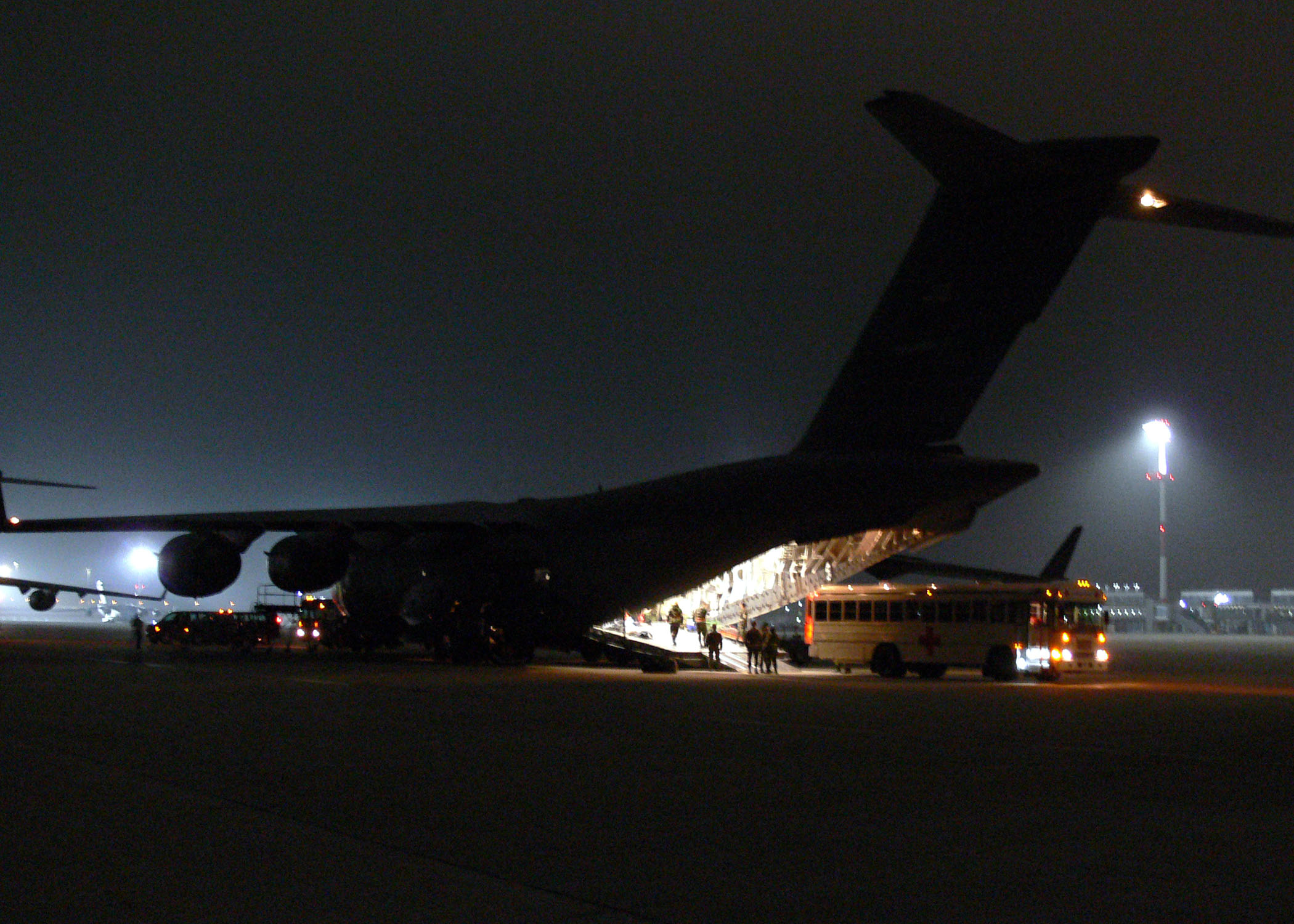
Uns soldats ferits de l'Afganistan arriben a Ramstein per ser transportats a l'hospital militar de Landstuhl

El Westpfalz és la regió menys beneficiada per les tendències positives de l'economia del Paltinat. A Kaiserslautern, l'Adam Opel GmbH i les forces armades dels EUA, amb base aèria a Ramstein i a Landstuhl amb el Landstuhl Regional Medical Center, han creat importants llocs de treball. Tot i això, la presència dels EUA al Westpfalz ha fet reduir la indústria del calçat de la regió de Pirmasens que passava per una fase difícil. Per tant, Kaiserslautern va perdre el 2000 la seva condició de gran ciutat, i Pirmasens va perdre durant la dècada dels 70 quasi 15.000 habitants. D'altra banda, s'ha establert la Universitat Tècnica de Kaiserslautern que ha portat a la ciutat cada vegada més joves, que han fet crear ofertes de treball en les tecnologies de la informació i la comunicació.
Al Nordpfalz hi va haver una important indústria minera però els recursos es van esgotar i ara aquesta regió del Palatinat també està patint una disminució de la població.

## Infraestructures

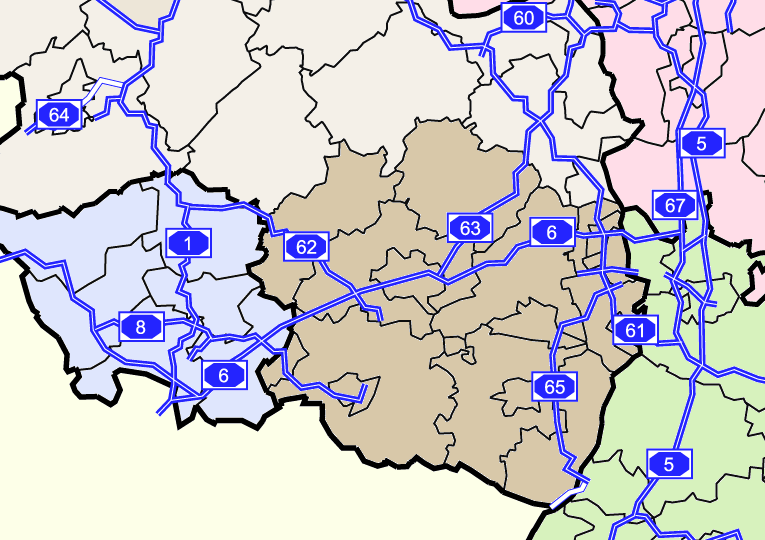
Mapa de les Bundesautobahn amb el Pfalz representat amb el marró fort, Renània amb el clar, Baden-Württemberg amb el verd, Hessen amb el rosa i Saarland de blau

El transport per carretera a nivell estatal es duu a terme per carreteres com la Bundesautobahn 6 (o A 6) (Saarbrücken-Mannheim), una de les més antigues d'Alemanya. Al Südpfalz i Vorderpfalz hi ha la Bundesautobahn 61 (o A 61) (Koblenz-Esprira) i la Bundesautobahn 65 (o A 65) (Ludwigshafen-Karlsruhe) i la Bundesautobahn 650 (o A 650) (Ludwigshafen-Bad Dürkheim) que només té importància local. Al Westpfalz, hi ha la Bundesautobahn 8 (o A 8) (Saarlouis-Pirmasens), i la Bundesautobahn 62 (o A 62) (Nonnweiler-Pirmasens). Pel Nordpfalz hi passa des de 2004 la Bundesautobahn 63 (o A 63) (Kaiserslautern-Magúncia).
La DB (Deutsche Bahn), l'empresa ferroviària d'Alemanya, té línies al nord-est - la connexió de Mannheim-Ludwigshafen-Magúncia-Colònia - i d'oest a est del Palatinat amb el tram anomenat Pfälzische Ludwigsbahn - Kaiserslautern-Saarbrücken-Mannheim-Ludwigshafen.
El trànsit aeri es reparteix entre l'aeroport de Zweibrücken i l'aeroport militar de Ramstein del Palatinat, del 1991. Des de 2006, hi ha programats vols de línies, privats o charter i un nou edifici terminal que es va posar en funcionament el 2007.

## Cultura

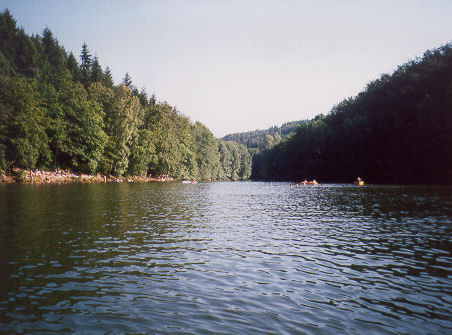
Llac de Eiswoog al Pfälzerwald

Les fronteres culturals del Pfalz, no estan clarament definides.

### Idioma
A més de l'alemany, existeix un dialecte tradicional de la regió anomenat Pfälzisch.

### Art
Els paisatges i els edificis del Palatinat, especialment els turons i els camps de vinya del Vorderpfalz i els castells del Bosc del Palatinat o Pfälzerwald, han inspirat a molts pintors i artistes. Moltes de les seves obres reflecteixen la bellesa i el sentiment de la vida al Palatinat. En la literatura, Clemens Jöckle ha fet una gran contribució amb el llibre Pfälzische Gesichte o història del Palatinat.

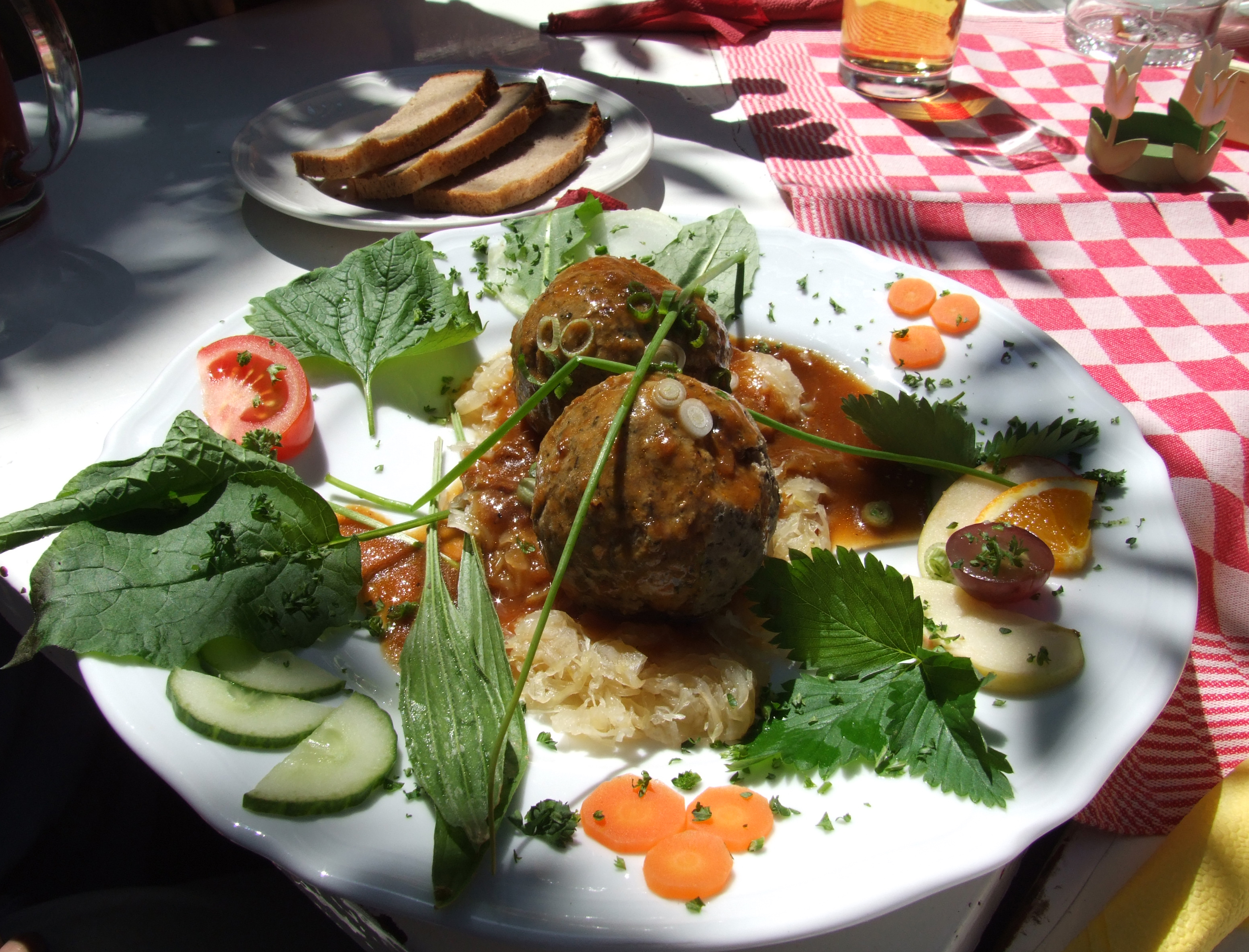
Leberknödel amb Sauerkraut

### Cuina
La cuina tradicional del Palatinat es basa en les carns com ara Bratwurst, Leberknödel, Saumagen, Handkees mit Musik o Flääschknepp amb salses com Meerrettichsoße, Sauerkraut (Xucrut) o Weinknorzen i acompanyats amb pa de sègol. Són molt típiques les Gebreedelde i el Bratkartoffeln (carn, amb patata i ceba preparat a la manera del Palatinat). També és tradicional Grumbeere mit weißem Kees (patates amb Quark, un formatge fresc amb espècies), així com el Reibekuchen conegur amb el nom de Grumbeerpannekuche, patates arrebossades amb una preparació especial. El menjar se sol acompanyar del típic vi del Palatinat, o actualment de la gran varietat de begudes ja siguin tradicionals, com la cervesa o més actuals com els Schorle (aigües i sucs de fruita amb gas).

## Galeria d'imatges

Escut d'armes del Pfalz
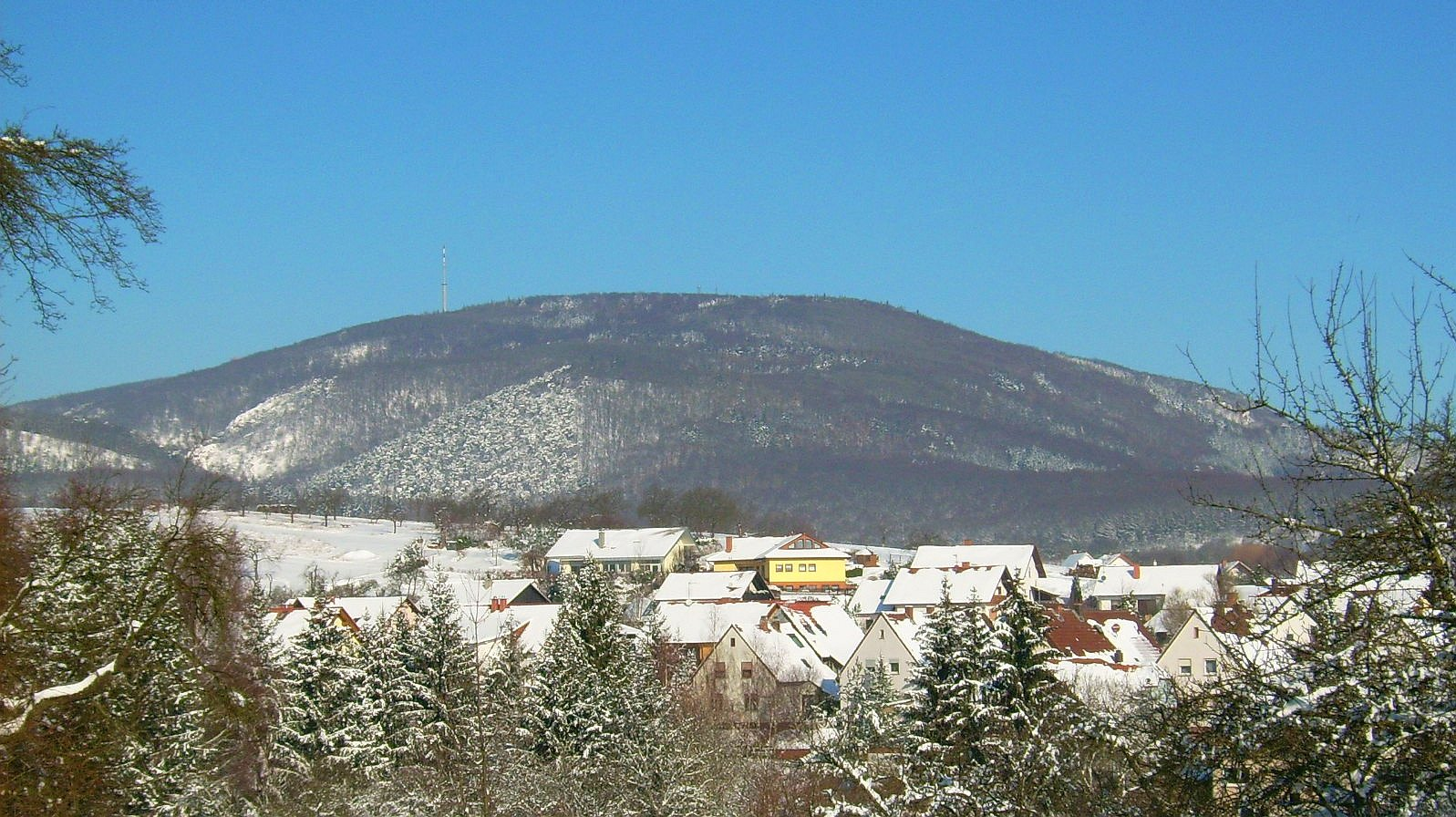
Muntanya de Donnersberg
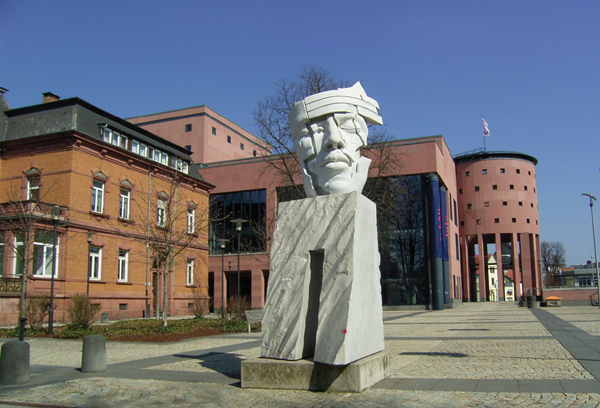
Pflaztheater a Kaiserslautern
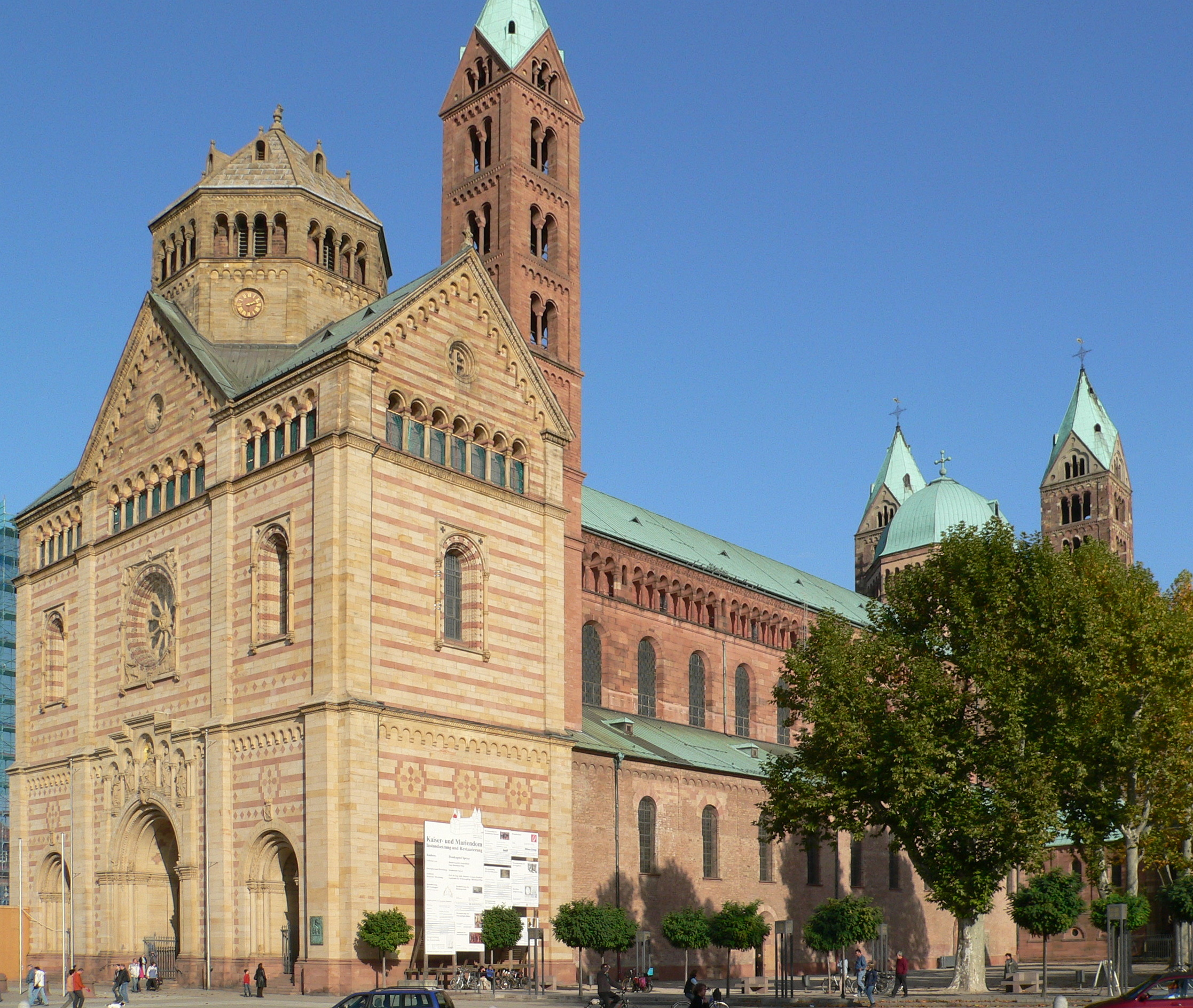
Catedral de Speyer
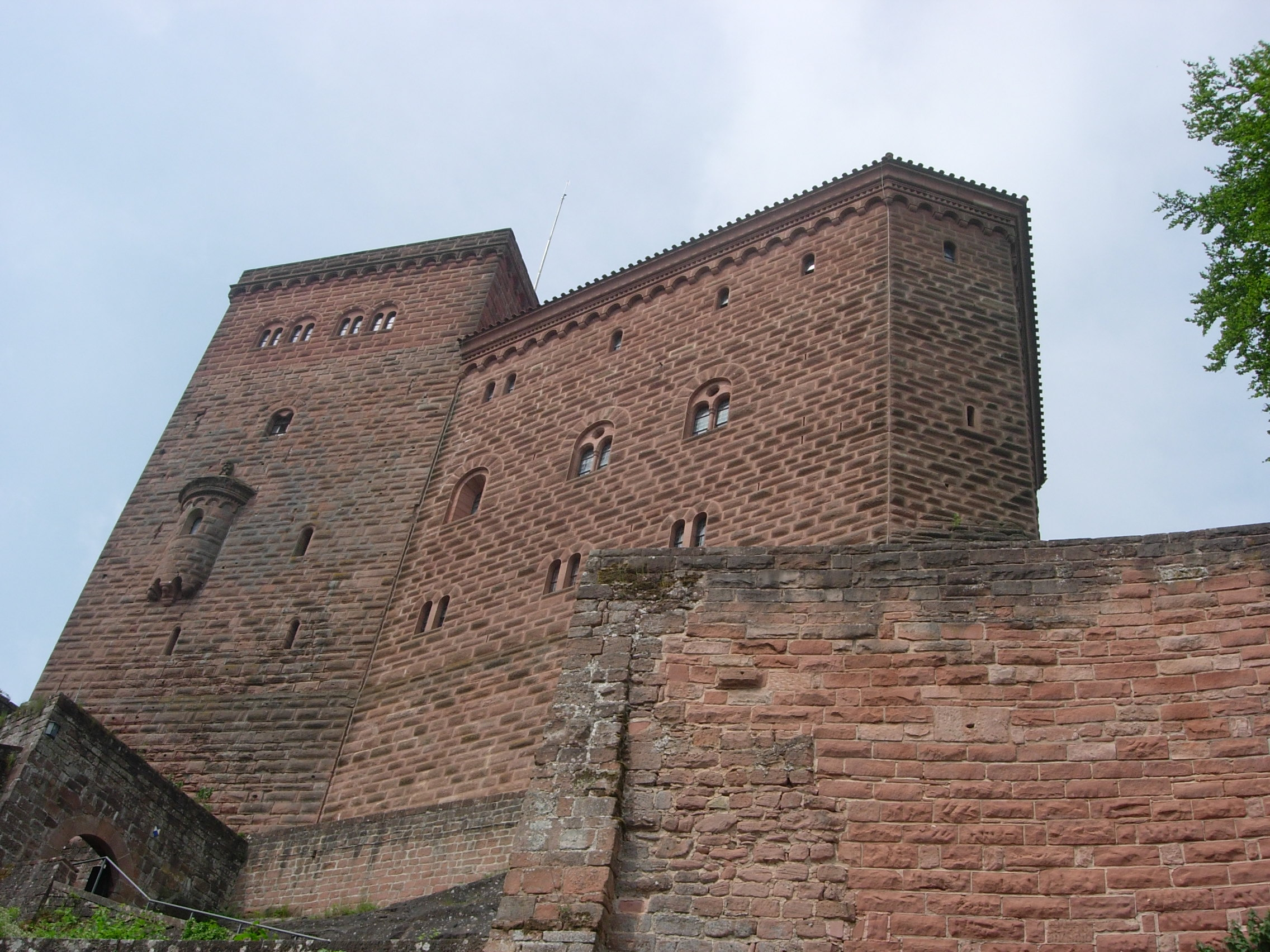
Castell de Trifels a Annweiler
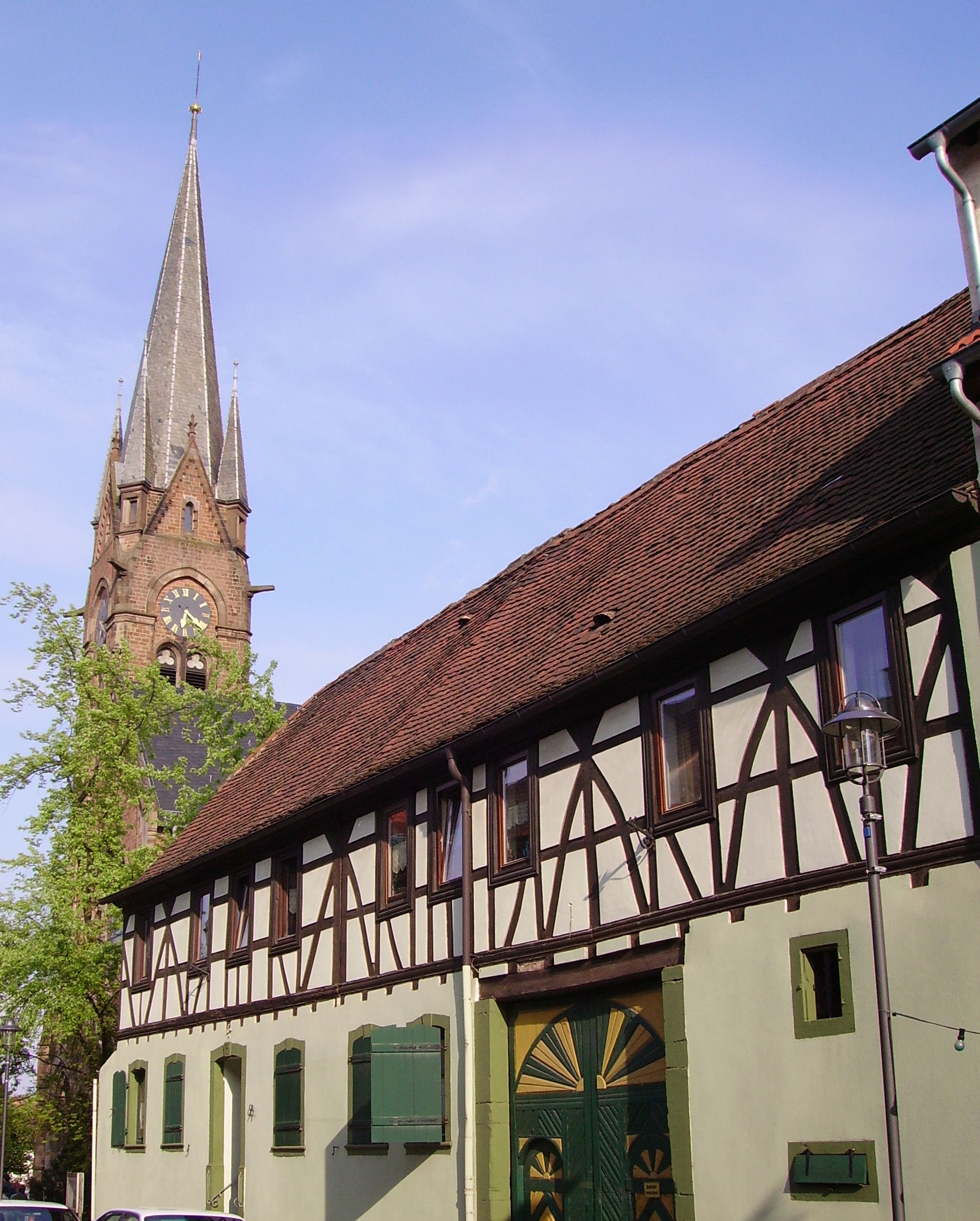
Església evangèlica de Eisenberg
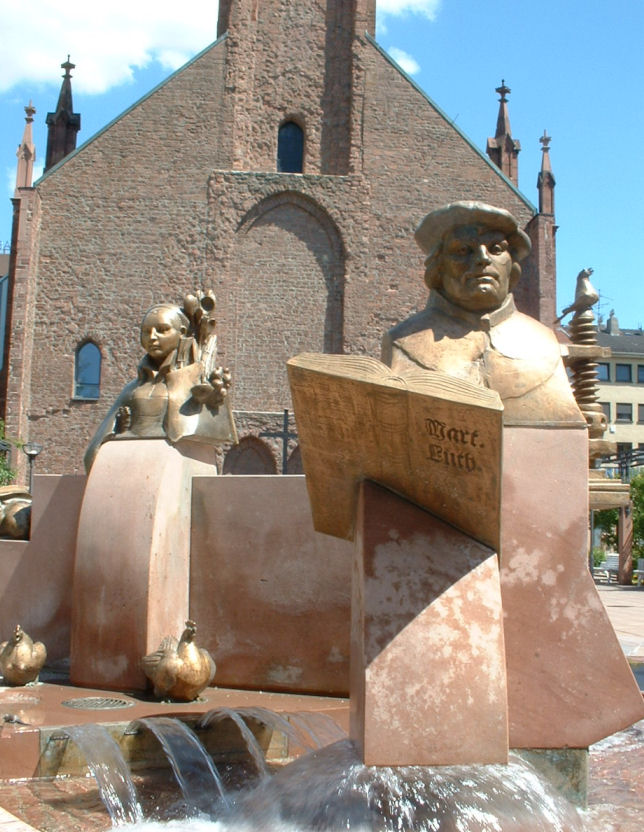
Lutherbrunnen a Ludwigshafen
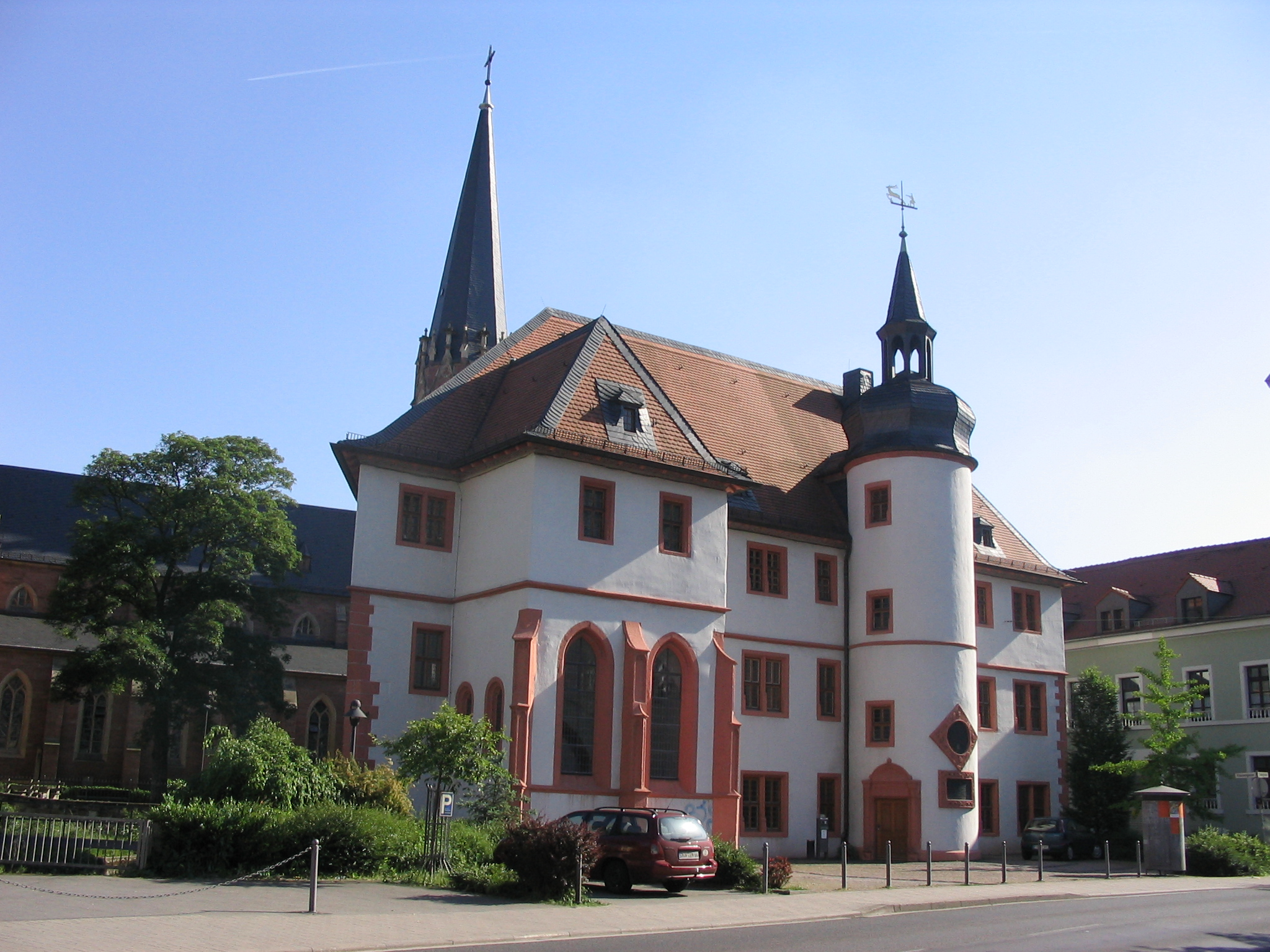
Casimirianum a Neustadt
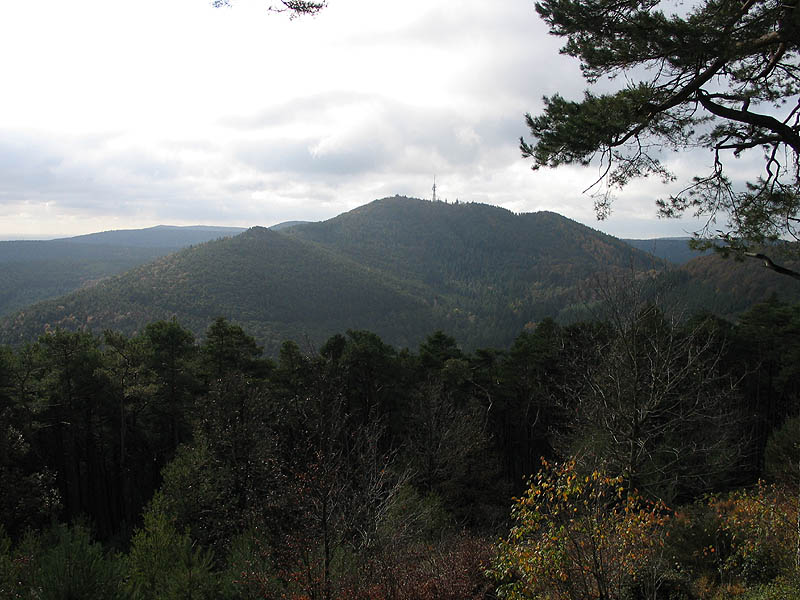
El Pfälzerwald
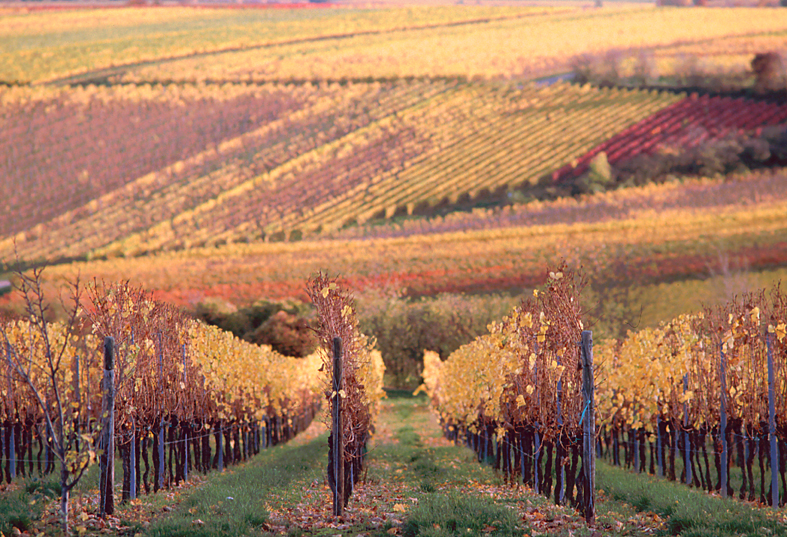
Vinyes a Bad Dürkheim
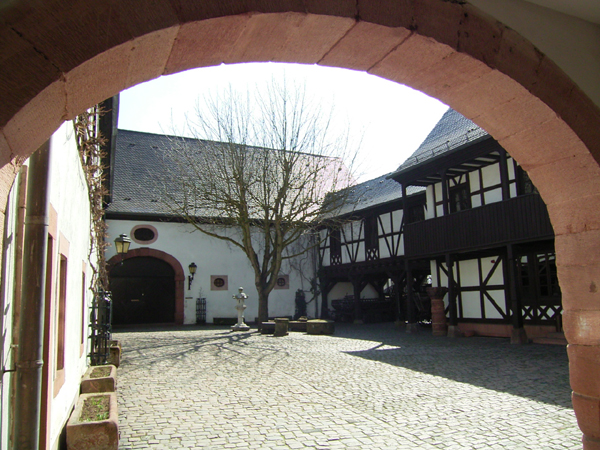
Entrada del museu Theodor-Zink de Kaiserslautern
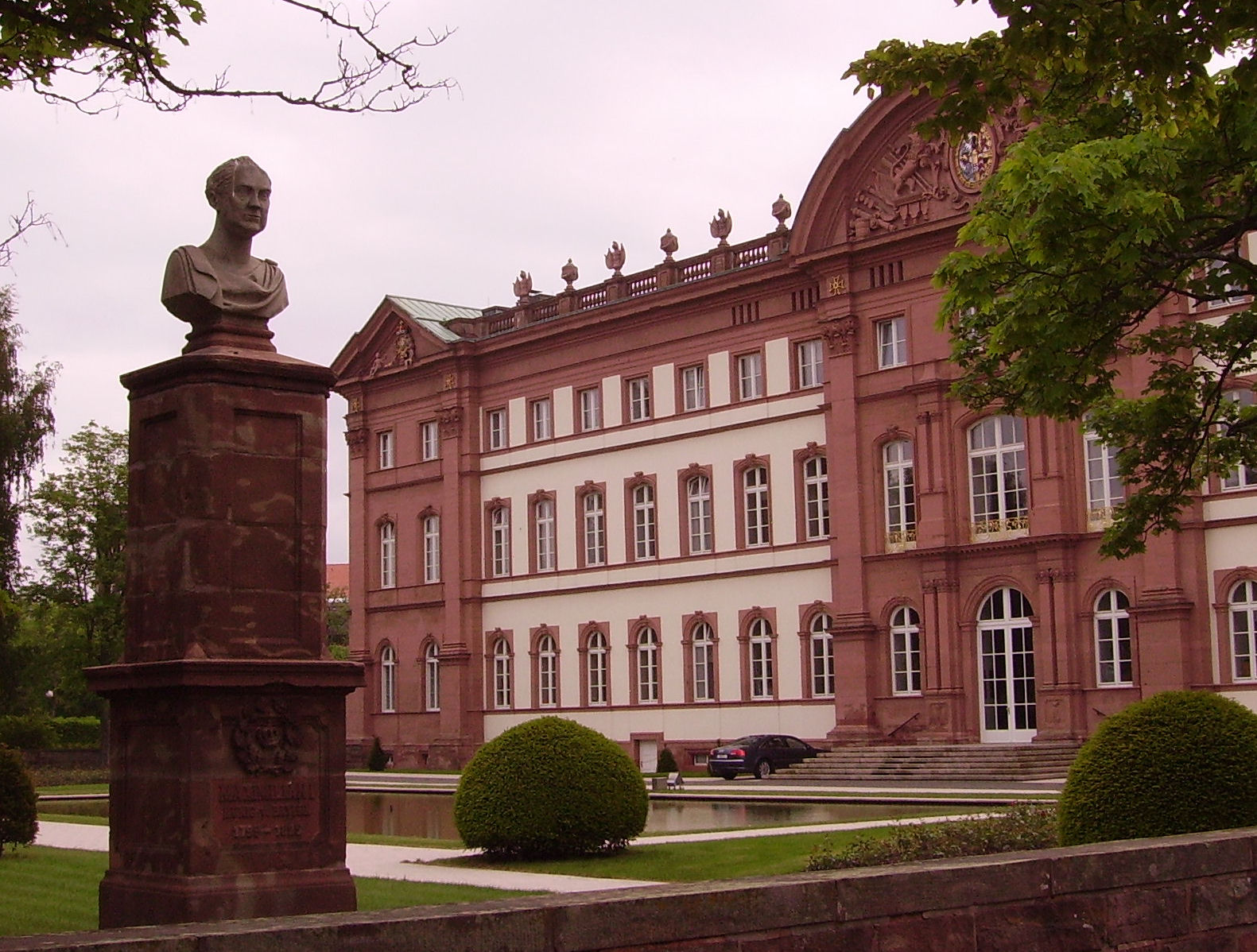
Schloss de Zweibrücken